# Viatskie Poliany
Viatskie Poliany (en russe : Вятские Поляны) est une ville de l'oblast de Kirov, en Russie, et le centre administratif du raïon Viatskopolianski. Sa population s'élevait à 33 584 habitants en 2014.

## Géographie
Viatskie Poliany est située sur la rive droite de la rivière Viatka, à 277 km au sud-est de Kirov. 

## Histoire
La localité est connue depuis 1596. La voie ferrée Moscou – Ekaterinbourg y passe depuis 1915. Elle obtint le statut de commune urbaine en 1938 et le statut de ville en 1942.

## Population
Recensements (*) ou estimations de la population :
| 1939*  | 1959*  | 1970*  | 1979*  | 1989*  |
| ------ | ------ | ------ | ------ | ------ |
| 10 624 | 25 717 | 32 729 | 37 624 | 44 513 |

| 2002*  | 2010*  | 2012   | 2013   | 2014   |
| ------ | ------ | ------ | ------ | ------ |
| 40 282 | 35 162 | 34 505 | 33 964 | 33 584 |

## Économie
L'économie de la ville repose sur l'usine de construction mécanique Molot (russe : ОАО Вятскополянский завод "Молот"), mise en service au début de la Seconde Guerre mondiale. Elle fabriqua pendant la guerre le fameux pistolet mitrailleur PPSh-41. Au début du XXIe siècle, l'entreprise Molot produit des armes de chasse de marque Vepr, des kalachnikov, des motocyclettes, des machines, etc. Elle emploie près de 5 000 salariés.

## Patrimoine
- Église Nicolas (1826).
- Musée d'histoire.
- Musée de l'ingénieur Gueorgui Chpaguine, concepteur du pistolet mitrailleur PPSh-41.